# Реверберация
Реверберация (на английски: reverberation или разговорно: reverb) означава, за разлика от ехо, продължително отражение на звукови вълни (звуково отражение) в затворено помещение или естествено ограничено пространство.
Реверберацията играе много важна роля и при работа със сонар, уред, разглеждан от хидроакустиката.

## Обща формулировка
Всеки излъчен звук се отразява от различни повърхности, в зависимост от вида им. Гладки, звукоустойчиви повърхности отразяват звука както огледалото – светлината. При това ъгълът на падане е равен на ъгъла на отражение на звука. При грапави повърхности рефлексията протича в много посоки. Колкото по-грапав е материалът, толкова по-дифузно отразява звука. Степента на отражение е зависима от честотата на вълната и свойствата на материала на отражателната повърхност. Твърдият материал поглъща звуковите вълни много слабо, а мекият – по-силно. В големи зали без поглъщащи повърхности напр. катедрали, закрити басейни или големи пещери лесно се наблюдава реверберация, особено, ако не са взети допълнителни мерки за по-голямо поглъщане.
Реверберацията възниква като следствие на повтарящо се отражение на звука, което отслабва с течение на времето. Отслабването се предизвиква от това, че при всяко отражение една част от енергията се превръща в топлина (понеже няма материал, който да е идеално звуковоустойчив) и от друга страна, при разпространението на звука във въздуха, част от него се загубва (при трептенето на частиците на въздуха се получава триене). Времето, в което нивото на звуковото налягане, след внезапно заглъхване на източника на звука, намалява с 60 децибела, се нарича време на реверберация T60, на английски се означава с главни букви RT (от reverberation time). Едно намаляване с 60 dB отговаря на намаляването на звуковия интензитет до една хилядна част от първоначалната стойност.
Времето на реверберация и зависимостта му от честотата на звука предоставят важна информация за акустиката на едно помещение и пригодността му за речеви и музикални представления. Ако едно помещение има условия за много реверберация, тогава то е негодно за речеви представления. Колкото по-кратко е времето на реверберация, толкова по-добре ще се чува и разбира речта в това помещение. За музикални представления е желателно да се подбират големи помещения с голяма реверберация. Така звукът звучи по-естествено, а някои неточности в изпълнението могат да останат незабелязани. За камерна музика се препоръчва време на реверберация от 1,2 до 1,6 s, за оркестрова музика 1,7 до 2,2 s, за органна музика – още повече.

### Радиус на реверберация (отзвучаване)
Ако слушателят се намира в помещение, в близост до източника на звука, тогава директният звук надделява над индиректния. (Индиректният звук е този, който достига слушателя след отражение; реверберацията принадлежи към индиректния звук.)
Тъй като директният звук отслабва с отдалечаване от източника на звуковите вълни (с около 6 dB при удвоено разстояние), а дифузният звук (сумата на отраженията на звука в цялото помещение) остава константен, то се определя едно разстояние от източника на звука, при което двата вида звук са еднакво силни. Това разстояние се нарича критично разстояние rH (също се бележи и като Dc) и се пресмята със следната формула на Себин:
{\displaystyle r_{H}\approx 0,057\cdot {\sqrt {\frac {V}{T_{60}}}}}
- радиус на реверберация rH (в метри)
- обем на помещението V (в кубически метри)
- време на реверберация T60 (в секунди)

## Изкуствена реверберация
Техника, която може да създава „изкуствена“ реверберация, може да изпълнява две функции:
- създаване на ефект, напомнящ естественото звучене на различни помещения,
- създаване на изкуствен ефект, който не съществува по такъв начин в природата.

При създаването на ефект, напомнящ естественото звучене на различни помещения, сигналът така се променя, че слушателят остава с впечатлението, че той е възникнал в определено помещение (ambience), а не в студио. Ако има повече сигнали, тогава рядко се обработва всеки сигнал поотделно с точно същия ефект, защото не би се усетила пространствената дълбочина на звука. Дълбочина се постига с обработка на времето, интензитета на реверберацията и нейната характеристика, като отделните сигнали се поставят на преден или по-заден фон.